# Alfonso Pedraza Sag
Alfonso Pedraza Sag (alˈfonso peˈðɾasa; San Sebastián de los Ballesteros, província de Còrdova, 9 d'abril de 1996) és un futbolista professional andalús que juga de volant o lateral esquerre pel Vila-real CF. Pedraza també pot jugar com a defensa central.
Format al Vila-real CF, ha jugat també en altres equips, al CD Lugo, Leeds United FC, Alavés i Reial Betis. Va debutar amb la Selecció Espanyola el 2023.

## Palmarès
Vila-real CF
- 1 Lliga Europa de la UEFA: 2020-21

Selecció espanyola
- 1 Campionat d'Europa sub-19: 2015